# 张美远
张美远（1937年11月—），四川巴中人。中国人民解放军少将。

## 生平
1955年1月参加中国人民解放军，任陆军战士、班长。1957年，任陆军团军士，在师文化集训队学习。1959年，在中国人民解放军锦州步兵学校二大队学习，在陆军师司令部一科帮助工作。1962年任陆军排长。1963年任陆军师司令部作训科参谋、师教导队队长。1973年任陆军营长，团司令部参谋长。1976年任陆军团长。其间，1979年到1981年在中国人民解放军军事学院基本系学习。1981年任陆军师参谋长。1983年任陆军师长。
1987年，担任陆军第三十八集团军副军长。1989年在参加北京戒严任务中，因军长徐勤先拒绝在命令上签字被撤销职务，张美远乃代理军长，并率领集团军进入北京。此后任军长。1993年2月，改任青海省军区司令员。1996年5月到1997年12月，任兰州军区副参谋长、兰州军区纪委副书记（1996年9月起）。
1988年9月授少将军衔。中共第十四届中央委员会委员。